# Canarina eminii
Canarina eminii là loài thực vật có hoa trong họ Hoa chuông. Loài này được Asch. & Schweinf. mô tả khoa học đầu tiên năm 1892.